# Campeonato Africano de Atletismo de 2014 - Lançamento de disco feminino
A prova do lançamento de disco feminino do Campeonato Africano de Atletismo de 2014 foi disputada no dia 12 de agosto de 2014 no Estádio de Marrakech  em Marrakech, no Marrocos. Participaram da prova 10 atletas. 

## Recordes
Antes desta competição, os recordes mundiais e do campeonato nesta prova eram os seguintes:
|                       | Nome             | Nacionalidade     | Distância | Local          | Data                |
| --------------------- | ---------------- | ----------------- | --------- | -------------- | ------------------- |
| Recorde mundial       | Gabriele Reinsch | Alemanha Oriental | 76m 80cm  | Neubrandenburg | 9 de julho de 1988  |
| Recorde do campeonato | Monia Kari       | Tunísia           | 58m 46cm  | Argel          | 11 de julho de 2000 |
| Recorde africano      | Elizna Naudé     | África do Sul     | 64m 87cm  | Stellenbosch   | 2 de março de 2007  |

Os seguintes recordes foram estabelecidos durante esta competição:
| Data         | Evento | Atleta       | Nacionalidade | Distância | Notas                 |
| ------------ | ------ | ------------ | ------------- | --------- | --------------------- |
| 12 de agosto | Final  | Chinwe Okoro | Nigéria       | 59m 79cm  | Recorde do campeonato |

## Medalhistas
| Ouro               | Prata                   | Bronze              |
| Chinwe Okoro (NGR) | Nwanneka Okwelogu (NGR) | Amina Moudden (MAR) |

## Cronograma
Todos os horários são locais (UTC+1).
| Data         | Hora  | Evento |
| ------------ | ----- | ------ |
| 12 de agosto | 18:10 | Final  |

## Resultado final
| Posição           | Atleta                  | Nacionalidade      | #1    | #2    | #3    | #4    | #5    | #6    | Resultados | Notas                 |
| ----------------- | ----------------------- | ------------------ | ----- | ----- | ----- | ----- | ----- | ----- | ---------- | --------------------- |
| Medalha de ouro   | Chinwe Okoro            | Nigéria            | x     | 53.09 | 54.78 | 54.63 | 59.79 | x     | 59.79      | Recorde do campeonato |
| Medalha de prata  | Nwanneka Okwelogu       | Nigéria            | 51.07 | 50.78 | 47.69 | 49.32 | 50.25 | 51.66 | 51.66      |                       |
| Medalha de bronze | Amina Moudden           | Marrocos           | 48.21 | 46.94 | 46.53 | 44.98 | 43.09 | x     | 48.21      |                       |
| 4                 | Julia Agawu             | Gana               | x     | 44.69 | 47.13 | 47.34 | 47.68 | 43.75 | 47.68      | Recorde nacional      |
| 5                 | Alifatou Djibril        | Togo               | 46.72 | x     | 46.71 | x     | 47.17 | 45.99 | 47.17      |                       |
| 6                 | Elizna Naudé            | África do Sul      | x     | 41.66 | 43.85 | x     | x     | 44.44 | 44.44      |                       |
| 7                 | Fadya Saad El Kasaby    | Egito              | 42.91 | 39.19 | 42.28 | 41.78 | x     | 41.30 | 42.91      |                       |
| 8                 | Auriol Dongmo Mekemnang | Camarões           | 40.82 | 41.35 | 40.57 | 41.34 | –     | –     | 41.35      |                       |
| 9                 | Fanny Virgile Ossala    | República do Congo | 29.92 | 32.28 | 35.94 |       |       |       | 35.94      |                       |
| 10                | Gebreegziabher Tsadik   | Etiópia            | 33.46 | 34.07 | 33.67 |       |       |       | 34.07      |                       |

Legenda
| Recorde mundial       | Recorde mundial (World record)               |                       | Recorde africano                      | Recorde africano (African) |                                           | Q | Classificado por posição (Qualified) |
| Recorde do campeonato | Recorde do campeonato (Championship record)  | Recorde da América    | Recorde da América (Americas)         | q                          | Classificado por melhor tempo (Qualified) |   |                                      |
| Melhor marca do ano   | Melhor marca do ano (World leading)          | Recorde asiático      | Recorde asiático (Asian)              | DNS                        | Não largou (Did not start)                |   |                                      |
| Recorde nacional      | Recorde nacional (National record)           | Recorde europeu       | Recorde europeu (European)            | DNF                        | Não terminou (Did not finish)             |   |                                      |
| Recorde pessoal       | Recorde pessoal do atleta (Personal best)    | Recorde da Oceania    | Recorde da Oceania (Oceania)          | DSQ / DQ                   | Desclassificado (Disqualified)            |   |                                      |
| Recorde da temporada  | Recorde da temporada do atleta (Season best) | Recorde sul-americano | Recorde sul-americano (South America) | NM                         | Sem marca (No mark)                       |   |                                      |